# غابور مولنار
غابور مولنار (بالمجرية: Molnár Gábor)‏ هو لاعب كرة قدم مجري في مركز الهجوم، ولد في 16 مايو 1994 في ميشكولتس في المجر. لعب مع Kazincbarcikai SC ‏.

## وصلات خارجية
- غابور مولنار على موقع قاعدة بيانات كرة القدم.إي يو (الإنجليزية)
- غابور مولنار على موقع Soccerway.com (الإنجليزية)
- غابور مولنار على موقع عالم كرة القدم.نت (الإنجليزية)